# Шовковиця Ґераїв

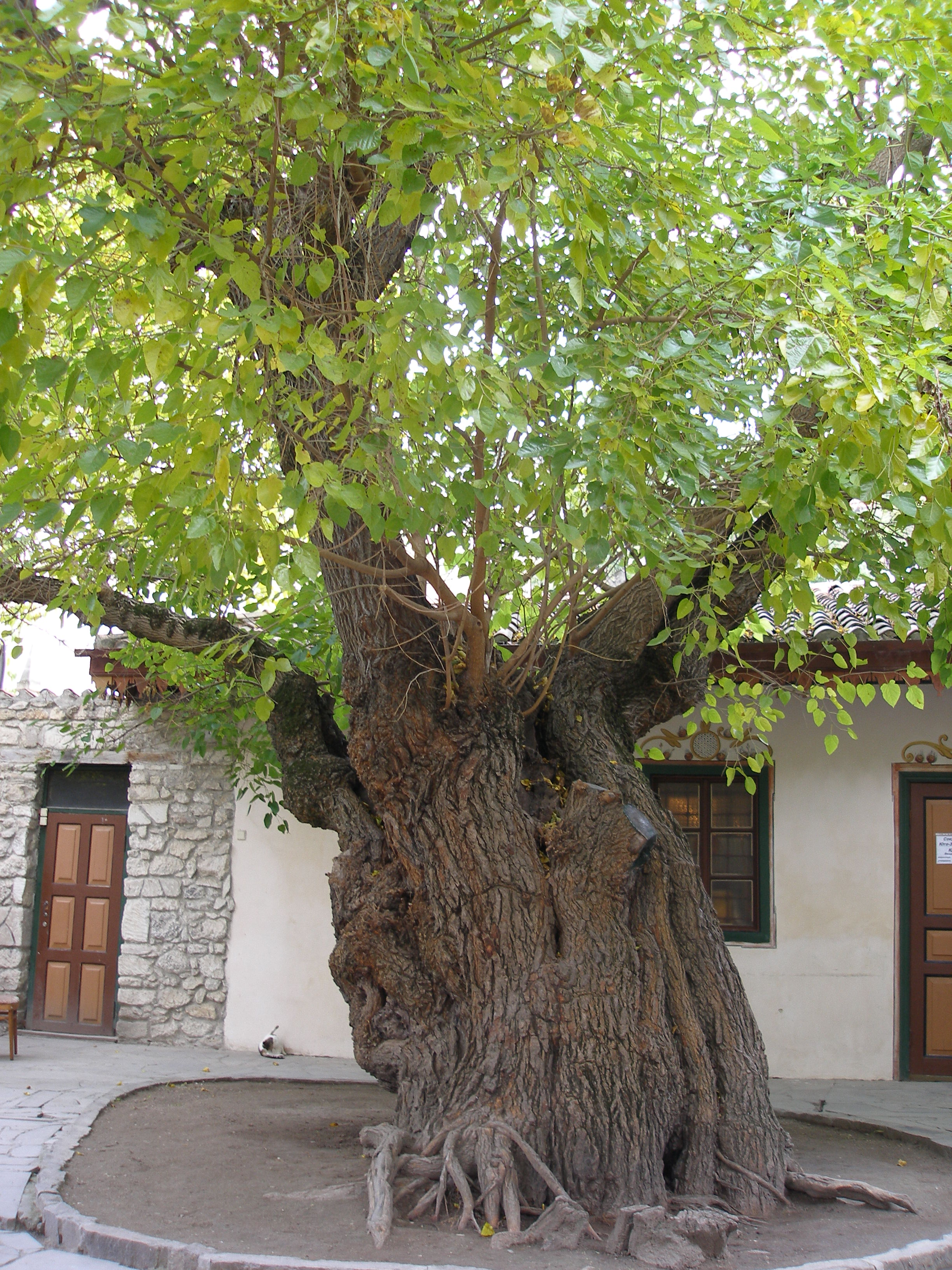
Шовковиця Ґераїв, 2011.

Шовковиця Ґераїв. Обхват 5,70 м, висота 18 м, вік понад 300 років. Найстаріша шовковиця Криму. Росте в м. Бахчисарай, на території Бахчисарайського державного історико-культурного заповідника в кухонному дворику ханського палацу, вул. Східна, 10. Отримала статус ботанічної пам'ятки природи в 2011 р. з ініціативи Київського еколого-культурного центру.

## Ресурси Інтернету
- Фотогалерея самых старых и выдающихся деревьев Украины  [Архівовано 8 квітня 2014 у Wayback Machine.]

## Виноски
1. 1 2   Шнайдер С. Л., Борейко В. Е., Стеценко Н. Ф. 500 выдающихся деревьев Украины. — К.: КЭКЦ, 2011. — 203 с.